# 네페르티티
네페르티티(Nefertiti、NeFeRTiTi, 기원전 1334년경 - 기원전 1332년경)는 이집트 제18왕조의 파라오 아크나톤의 왕비이자, 투탕카멘의 이모이다. 이집트 귀족 출신으로 왕과 같이 태양신 아톤을 찬미했다. '미녀가 왔다'라는 의미의 이름대로 1914년에 아마르나에서 발견된 석회석 채색 흉상(베를린 알테스 박물관 소장)은 사실의 화려함을 잘 나타낸 당대 최고의 걸작 중 하나로 평가받으며, 미완성의 두상(이집트 박물관 소장) 또한 그의 화려한 미모를 잘 표현해 주고 있다. 아크나톤의 치세 말기에 왕의 총애를 잃고 왕궁에서 물러났다는 설이 있다. 아크나톤이 사망한 뒤 투탕카멘이 왕위에 오르기 전 그를 대신하여 약 2년간 나라를 다스렸다는 설도 있다.

## 생애
네페르티티의 부모가 누구였는지, 밝혀져 있지 않다. 그녀의 부모에 관한 내용은 두 개의 설이 있는데, 하나는 후에 파라오가 되는 대신관 아이(Ay)와 그 아내 테이(Tey) 사이에 낳은 딸이라는 설과 미탄니 왕녀 타두키파(Tadukhipa)가 그녀라는 설이다.
제19 왕조에 들어서면서, 아크나톤의 종교혁명은 부정되어 파라오 아크나톤의 존재 그 자체가 기록에서 삭제되었다. 그녀의 남편인 아크나톤은 후의 파라오 투탕카멘의 장인이다. 또 일설에는 투탕카멘 대신 그가 섭정을 했던 것이라는 견해도 있다.
그녀의 딸 중 메리타톤은 스멘크카레왕의 정비였고, 안케세나멘은 아버지인 아케나톤과 결혼했다가 다시 이복동생인 투탕카멘의 왕비가 되었다.

## 자녀
- 메리타톤(MeRiT-aToN) 재위 2년-스멘크카레왕의 정비
- 메케타톤(MeKeT-aToN) 재위 3년
- 안케세나멘(aNKHeSeNPa-aToN) 재위 4년-투탕카멘 정비
- 네페르네페르-아텐 타셰리트(NeFeRNeFeRu-aTon TaSHeRiT) 재위 6년
- 네페르네페르레(NeFeRNeFeRu-Re) 재위 9년
- 세테펜레(SeTePeN-Re) 재위 11년

## 참고 자료
- 이 문서에는 다음커뮤니케이션(현 카카오)에서 GFDL 또는 CC-SA 라이선스로 배포한 글로벌 세계대백과사전의 내용을 기초로 작성된 글이 포함되어 있습니다.

| 전임 스멘크카레 | 이집트 제18왕조의 파라오 기원전 1336년 ~ 기원전 1334년 | 후임 투탕카멘 |